# .kn
‎.kn‏ دامنه اینترنتی اختصاص داده شده به کشور سنت کیتس و نویس است.